# Horní Tošanovice
Obec Horní Tošanovice (polsky Toszonowice Górne, německy Ober Toschonowitz) se nachází v okrese Frýdek-Místek v Moravskoslezském kraji. Žije zde 706 obyvatel. Sousedními obcemi sídla jsou Komorní Lhotka, Dolní Tošanovice, Dobratice, Třanovice, Dolní Domaslavice a Hnojník.

## Historie
První historicky dochované zmínky o obci jsou  z roku 1305 v soupisu desátků vratislavského biskupa. Průzkum archeologů ukazuje ale na to, že území dnešní obce Horní Tošanovice bylo osidlováno již před 4 tisíci lety. Důkazem jsou nalezené keramické zlomky spolu s kamennou industrií z pazourku, rohovce a obsidiánu. 
Od roku 1445 do roku 1753 vlastnili místní panství Tlukové z Tošanovic . Dalším majitelem  byl Jiří František Harasovský z Harasova, jehož rod držel Horní Tošanovice do poloviny 19. stol. V obci Emanuel Harasovský a jeho syn Karel postavili pozdně empírový zámek, u něhož byl současně založen menší přírodně krajinářský park. V obci byla zbudována ( přibližně v polovině 19. stol.) panem Jiřím Moráněm první hrnčírna ve Slezsku.  Zasloužil se tak nejen o založení hrnčířské tradice, ale i o celkový rozvoj Horních Tošanovic. V současné době už ale hrnčírna neexistuje. Její stav byl v takovém zchátralém stavu, že musela být srovnána se zemí. Podle rakouského sčítání lidu v roce 1910 žilo v obci 472 obyvatel z toho bylo 423 (89,6%) polsky, 44 (9,3%) česky a 5 (1,1%) německy mluvicích

## Doprava
Vesnice leží na jednokolejné regionální železniční trati se stejnojmennou stanici, dálnici D48 a silnici II/648.

## Pamětihodnosti
- Zámek Horní Tošanovice z 19. století
- Keramická továrna
- Zvonička (vzniklá přestavbou starší hospodářské budovy roku 1873)[5]

## Obyvatelstvo

Věková struktura obyvatel obce Horní Tošanovice roku 2011